# Eggemoen Station
Eggemoen Station (Eggemoen stasjon eller Eggemoen holdeplass) var en jernbanestation på Randsfjordbanen, der lå i området Eggemoen i Ringerike kommune i Norge. Stationen blev åbnet som trinbræt 1. december 1951 men blev nedlagt igen 26. maj 1968. Den lå i nærheden af Hønefoss flyplass, Eggemoen og den nu nedlagte militærlejr Eggemoen leir. På stationen var der etableret et sidespor til en militær læsserampe.